# Fortaleza de Vélez-Málaga
O Castelo de Vélez-Málaga é uma fortificação de origem islâmica situada no município espanhol de Vélez-Málaga, na Andaluzia. Ergue-se no ponto mais elevado da cidade e é acessível pela estrada do Polideportivo Fernando Hierro.

## História

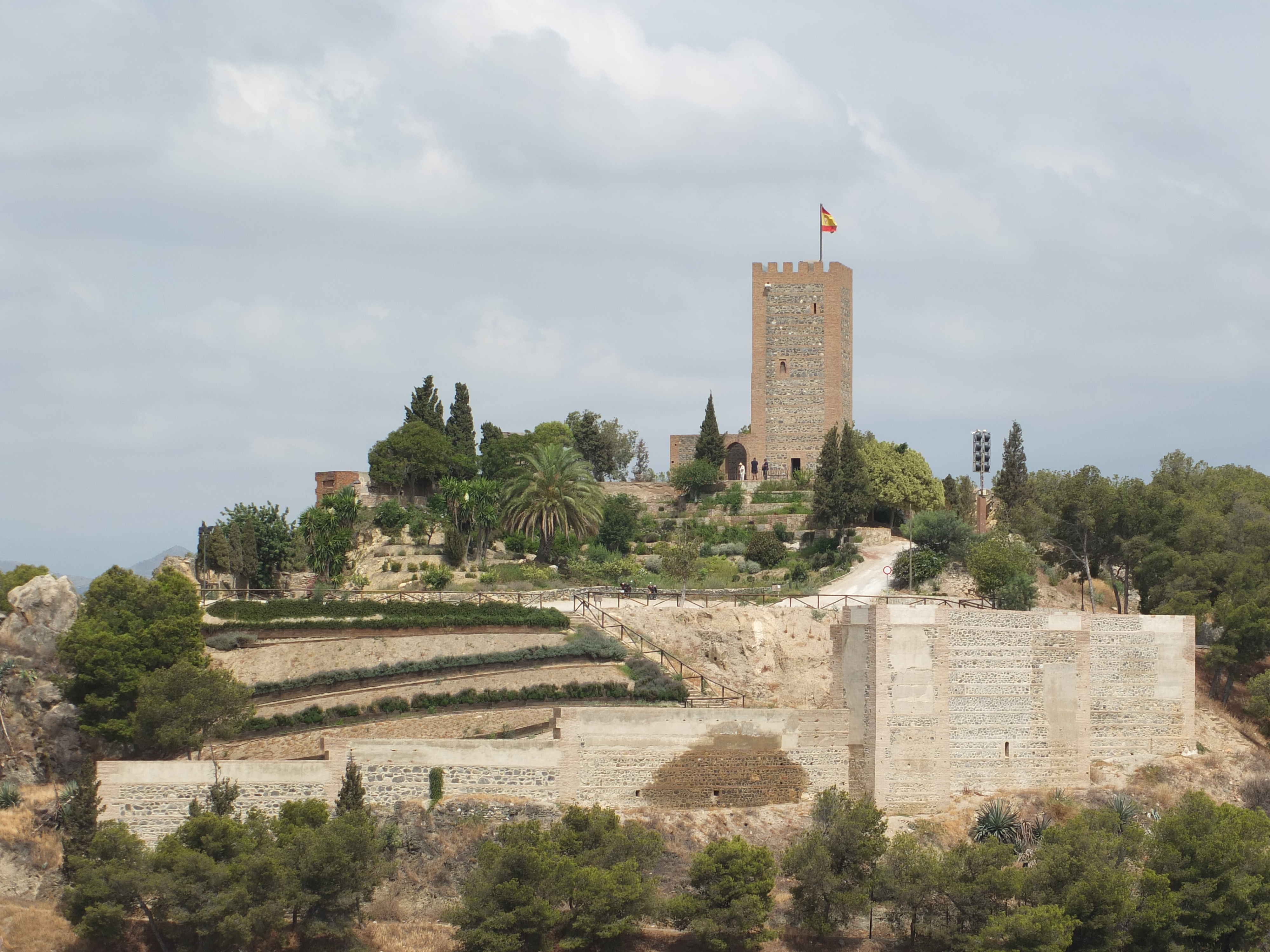
Vista da fortaleza e das suas muralhas

A construção inicial remonta ao século X; nos séculos XIV e XV a estrutura foi ampliada e parcialmente reconstruída, tornando-se uma das mais importantes alcáçovas do Reino Nacérida de Granada. A sua posição dominante permite controlar a Vega de Vélez e grande parte da Axarquía. Após a conquista cristã, o castelo serviu como casa real, capitania-geral, prisão e sede do governo local.
Durante a Guerra Peninsular (1808-1810) sofreu adaptações; na retirada das tropas francesas grande parte do recinto foi demolida para impedir a sua reutilização pelo inimigo. Extinta a função militar, o imóvel entrou em ruína e alguns sectores foram escavados para a extração de cal.
A Porta Real e a Torre de Menagem — esta última contígua à Porta de Antequera — eram, em meados do século XX, praticamente as únicas zonas ainda de pé. Ambas foram restauradas no início da década de 1970.

## Descrição
O conjunto amuralhado ocupava cerca de 1 500 m² e adaptava-se ao relevo, beneficiando de defesa natural. Os panos de muralha preservados (séculos XIII-XV) são de taipa de cal e areia, revestida exteriormente por fiadas de alvenaria com verdugadas de tijolo.
A Porta Real apresenta arco em ferradura, enquanto a Torre de Menagem é de planta quadrada e notável altura.